# Tetoviranje bradavice i areole dojke
Tetoviranje bradavice i areole dojke je minimalno invazivna metoda u estetskoj i rekonstruktivnoj hirurgiji kod žena koje su bolovale od raka dojke. Ovu tehniku umetničkog tetoviranja plastični hirurzi umnogome su naučili od profesionalnoih tattoo majstora, kako bi tetovaža izgledala što realističnije i bila pravo umetničko delo.
Rekonstrukcija bradavice je najlakša, sa tehničkog aspekta, ali je najvažnija iz estetske perspektive, posebno ako se primenjuje u kombinaciji sa tetovažom i istinska je umetnost u medicini.

## Istorija
Rak dojke je najčešći zloćudni tumor kod žena. Svake godine oko 4.000 žena oboli, a 1.600 umre od ove bolesti. Jedna od osam žena tokom svog života oboli od raka dojke. Tehnike kojima se danas raspolaže u lečenju  zloćudni tumor dojke zahteva mastektomiju, a nakon nje i rekonstrukciju dojke u skoro svim slučajevima.
Postoje različite tehnike rekonstrukcije dojke i areola – bradavica kompleksa, promovisane od strane različitih autora.  Među prvima koji su začeli rekonstrukciju bili su Rees, i Spear et al.  1975. godine, a   Beker je bio prvi hirurg koji je, u proces rekonstrukcije, uveo tehniku tetoviranja za areola – bradavice kompleks, 1986. godine. Trenutno, medicinska oprema koja se koristi u svrhu tetoviranja sve više je prisutna i visokog je kvaliteta, a nudi i jače tonove i nijanse pigmenta kako bi se što približnije oslikala i dočarala prirodna bradavica sa areolom.
Tehnike rekonstrukcije značajno su evoluirale tokom godina, od jednostavnih, do tetoviranja tehnološki naprednijih, mada retko dostupnih, tkiva inženjering. Današnje tehnike su u stanju da obezbede dugotrajnu i zadovoljavajuću rekonstrukciju minimalnog morbiditeta.
Mnogi tattoo majstori su popularani među ženama koje su preživele rak dojki. Oni nude standardne tetovaže, ali i one posebne, kod kojih naročito dolazi do izražaja njihov umetnički duh na polju iscrtavanja areola i bradavica nakon rekonstrukcije dojke.

## Značaj
Analiza i pregled studija o rekonstrukciji bradavice – areola kompleksa ima značajan uticaja na psihosocijalni život žene. Pacijenti sa gubitkom bradavice i areole, nakon operacije raka dojke, ekscizija dojke, traume ili sa urođenim nedostatkom dojke doživljavaju veliku psihološku traumu. 
U slučaju raka dojke, kompletna rekonstrukcija dojke, nakon mastektomije, predstavlja značajan psihološki faktor kod žena. Rekonstrukcija bradavice može da se uradi na svim vrstama rekonstruisane dojke, u bilo koje vreme, nakon završetka hirurške intervencije.  
Kako su bradavice u centralnom fokusu kada se gleda dojka, rekonstrukcija dojke bradavice – areola kompleksa važna je komponenta za završetak rekonstrukcije dojke. Takođe se pokazalo da je značajan uticaj psihološkog faktora kod žena, u smislu samopouzdanja, u odnosu na one bez bradavica – areola kompleksne rekonstrukcije. Za realizaciju ove metode neophodno je da hirurg ima umetničku slobodu u radu i ponekad pomoć tattoo umetnika.

## Metoda tetoviranje
Tetoviranje je drugi glavni dodatak rekonstrukciji areole. Bilo da se koristi samostalno ili zajedno sa presađivanjem kože, jer  tetoviranje može pružiti izvrsno podudaranje areolarne boje sa ograničenim morbiditetom.
Za tetoviranje se koristi intradermalni pigment, obično smeše gvožđa i titanijumovog oksida izabran  sa pločice u boji. Ovi pigmenti se zatim elektronski talože na revidirani / višak kože dojke ili na druga područja tela, gde je potrebna revizijska operacija.
Primena sterilne tehnika je obavezna kako bi se sprečila mogućnost prenosa bolesti i virusa. Previše površno postavljanje pigmenta rezultiraće istiskivanjem i gnječenjem pigmenta, dok dublje postavljanje dovodi do obrade i uklanjanja makrofaga, što rezultuje ranim izbledanjem pigmenta.
U jednostranim slučajevima treba odabrati boje koje su malo više pigmentirane od kontralateralne areole. Spear i Arias otkrili su da je 9,5% areola bilo potrebno popraviti da bi pigment izbledeo i da je 60% svih areola opisano kao presvetle tokom intervala ispitivanja. Stoga će mnogim pacijentima verovatno trebati dodatno tetoviranje nakon nekoliko meseci ili godina da bi se postigle estetski simetrično podudaranje boja.
Nakon izvođenja tetovaža, područje će obično biti podvrgnuto zaštiti i stvaranju kore tokom 3-5 dana. Prostor treba održavati vlažnim sa bacitracinom ili drugom vrstom vazelina, a obloge treba menjati svakodnevno. Posle ovog perioda može doći do blage depigmentacije i mnogim pacijentima će biti potrebna pkorekcija u narednih nekoliko meseci.

## Literatura
- Rees TD. „Reconstruction of the breast areola by intradermal tattooing and transfer. Case report”. Plast Reconstr Surg. 55: 620—1. 1975. PMID 1144541. doi:10.1097/00006534-197505000-00019.
- Spear SL, Convit R, Little JW., 3rd Intradermal tattoo as an adjunct to nipple-areola reconstruction. Plast Reconstr Surg. 83: 907—11. 1989. Недостаје или је празан параметар |title= (помоћ) [PubMed]
- Garg G, Thami GP. „Micropigmentation: tattooing for medical purposes”. Dermatol Surg. 31: 928—31. 2005. doi:10.1097/00042728-200508000-00007.; discussion 931 [PubMed] [Google Scholar]
- Spear SL, Arias J. Spear, S. L.; Arias, J. (1995). „Long-term experience with nipple-areola tattooing”. Ann Plast Surg. 35 (3): 232—6. PMID 7503514. doi:10.1097/00000637-199509000-00002.

## Spoljašnje veze
|  | Molimo Vas, obratite pažnju na važno upozorenje u vezi sa temama iz oblasti medicine (zdravlja). |